# Kimberly Glass
Pour les articles homonymes, voir Glass.
Kimberly Glass est une ancienne joueuse de volley-ball américaine née le 18 août 1984 à Los Angeles (Californie). Elle mesure 1,92 m et jouait au poste de réceptionneuse-attaquante. Elle a totalisé 83 sélections en équipe des États-Unis.

## Biographie
Kimberly Glass fait partie de l'équipe des États-Unis de volley-ball féminin médaillée d'argent aux Jeux olympiques d'été de 2008 à Pékin.

## Clubs
| Club                  | De        | À         |
| --------------------- | --------- | --------- |
| University of Arizona | 2002-2003 | 2004-2005 |
| Volley Santeramo      | jan 2006  | mai 2006  |
| Pinkin de Corozal     | 2007-2007 | 2007-2007 |
| Fenerbahçe İstanbul   | 2007-2008 | 2007-2008 |
| Universitet Belgorod  | 2008-2009 | 2008-2009 |
| VK Prostějov          | 2009-2010 | 2009-2010 |
| Rabita Bakou          | 2010-2011 | 2011-2012 |
| Evergrand Guangdong   | 2012-2013 | 2012-2013 |
| Praia Clube           | 2013-2014 | 2013-2014 |

## Palmarès

### Équipe nationale
- Jeux olympiques
  -  2008 à Pékin.
- Grand Prix Mondial
  - Vainqueur : 2011.
- Championnat d'Amérique du Nord
  - Vainqueur : 2011

### Clubs
- Coupe de Russie
  - Vainqueur : 2008.
- Championnat de République tchèque
  - Vainqueur : 2010
- Coupe de République tchèque
  - Vainqueur : 2010.
- Ligue des champions
  - Finaliste : 2011.
- Championnat du monde des clubs
  - Vainqueur : 2011.
- Championnat d'Azerbaïdjan
  - Vainqueur : 2011, 2012.
- Championnat de Chine
  - Finaliste : 2013.
- Championnat féminin AVC des clubs
  - Vainqueur : 2013.